# Васа (музей)
„Васа“ (на шведски: Vasamuseet) е морски музей в Стокхолм, измежду националните музеи на Швеция. Разположен е на остров Юргорден в центъра на града.
В музея е изложен почти напълно запазеният военен кораб „Васа“ от XVII век, разполагал с 64 оръдия. Корабът е потънал на 10 август 1628 г. между 16 и 17 часа още при първото си излизане в морето. Изваден е от Балтийско море през 1961 г. и е поставен в бъдещия музей през 1988 г. Самият музей е открит на 15 юни 1990 г.
Музеят „Васа“ е известна забележителност на шведската столица. Според информация от музейния уебсайт той е най-посещаваният музей в цяла Скандинавия. Посетен е от 1 088 136 души през 2013 г.